# Amansie West
Amansie West – dystrykt w południowo-zachodniej części regionu Ashanti w Ghanie ze stolicą w Manso-Nkwanta, powstał w wyniku reformy administracyjnej po podziale dystryktu Amansie East w roku 1989.
Główne miasta: Mpatuom, Manso-Mim, Manso-Atwede, Manso-Abore, Domi-Keniago, Odaho.